# کوین وارش
کوین مکسول وارش (متولد ۱۳ آوریل ۱۹۷۰) مدیر اجرایی بانک و سرمایه‌دار آمریکایی است که از سال ۲۰۰۶ تا ۲۰۱۱ به عنوان عضو شورای حکام فدرال رزرو خدمت کرد.
در طی بحران مالی ۲۰۰۸ و پس از آن، وارش به عنوان رابط اصلی بانک مرکزی با وال استریت عمل کرد و به عنوان نماینده فدرال رزرو در گروه ۲۰ (G-20) و به عنوان فرستاده هیئت مدیره به اقتصادهای نوظهور و پیشرفته در آسیا خدمت کرد. پیش از این، او به عنوان دستیار ویژه رئیس‌جمهور در امور سیاست اقتصادی و دبیر اجرایی شورای اقتصاد ملی کاخ سفید خدمت کرده است.
وارش در حال حاضر، همکار مهمان سرشناس شپرد فامیلی (Shepard Family) در علم اقتصاد در موسسه هوور دانشگاه استنفورد، دانشور و مدرس در مدرسه عالی کسب‌وکار استنفورد، عضو گروه ۳۰، عضو هیئت مشاوران اقتصادی دفتر بودجه کنگره و عضو سابق کمیته راهبری گروه بیلدربرگ است. او در حوزه اقتصاد و امور مالی پژوهش انجام داده و به چندین شرکت خصوصی و دولتی مشاوره داده است.
گزارش شده است که وارش به عنوان یکی از نامزدهای اصلی سمت‌های اقتصادی رده بالا در دولت ایالات متحده، از جمله وزیر خزانه داری مطرح است. در ژوئن ۲۰۲۵، گزارش شده بود که وارش به همراه اسکات بسنت وزیر خزانه‌داری، به عنوان کاندیداهای اصلی برای جانشینی جروم پاول به عنوان رئیس فدرال رزرو معرفی خواهد شد. وقتی مستقیماً از پرزیدنت ترامپ در مورد نامزدی وارش سؤال شد، او گفت: «او بسیار مورد توجه است».

## اوایل زندگی
وارش در شهر آلبانی، ایالت نیویورک متولد شد، او کوچک‌ترین فرزند از سه فرزند والدین خود، جودیت و رابرت وارش بود. او در نزدیکی لودونویل، ایالت نیویورک بزرگ شد و از دبیرستان شیکر در لاتام فارغ‌التحصیل شد؛  او تربیت و پرورش خود در شمال ایالت نیویورک را به عنوان منبعی برای تعلیم «بیشتر آنچه که برای دانستن در مورد اقتصاد واقعی نیاز داشت» می‌داند. او در سال ۱۹۹۲ مدرک لیسانس خود را در رشته سیاست عمومی از دانشگاه استنفورد با گرایش اقتصاد و علوم سیاسی دریافت کرد. او سپس وارد مدرسه حقوق هاروارد شد و در سال ۱۹۹۵ با مدرک دکترای حقوق با رتبه عالی فارغ‌التحصیل شد. او همچنین فعالیت آموزشی اقتصاد بازار و بازارهای سرمایه بدهی را در مدرسه مدیریت اسلون MIT و مدرسه کسب‌وکار هاروارد گذراند.